# Hunza (Fluss)
Der Hunza oder Hunsa (Urdu دریائے ہنزہ) ist ein 177 km langer linker Nebenfluss des Gilgit in Pakistan. Er entsteht im Karakorum am Zusammenfluss von Chapursan und Kunjirap und mündet, nachdem er den Karakorum durchbrochen hat, in den Gilgit.

## Hunzatal
Im Hunzatal wird auf Terrassenfeldern Ackerbau betrieben. Bewässert werden diese über Kanalsysteme durch das Gletscherwasser der umliegenden Berge. Kultiviert  werden Weizen und verschiedene Gemüsepflanzen. Die Kartoffel wird seit dem Beginn des 20. Jahrhunderts angebaut; später wurde Mais eingeführt, der mancherorts die anderen Getreidekulturen verdrängte. Das Hunzatal ist für seine Obstbäume, insbesondere die Aprikose, bekannt.
Der Hunza trennt die ehemaligen Königreiche Hunza auf der orografisch rechten und Nagar auf der linken Talseite. 1931 besuchte der britische Schriftsteller James Hilton das Hunzatal. Es wird angenommen, dass ihm das abgelegene und vollständig von Bergen eingeschlossene Tal als Inspiration für Shangri-La in seinem Roman Lost Horizon diente.
Zwischen 1958 und 1971 wurde der Karakorum Highway gebaut, der von der Volksrepublik China über den Khunjerab-Pass durch das Hunzatal nach Pakistan führt.
Am 4. Januar 2010 brach ein Bergsturz ins Hunzatal, der den Fluss bis Mitte Mai 2010 auf eine Länge von rund 16 km zu einem See aufstaute. Infolgedessen wurden mehrere Dörfer teilweise überschwemmt und großangelegte Evakuierungsmaßnahmen eingeleitet. Der Karakorum-Highway war durch den Erdrutsch für längere Zeit unterbrochen.(Lage) Am 20. März 2011 wurde ein Überlauf geöffnet, der einen teilweisen Rückgang des Wasserspiegels des Sees bewirkte.
Der durch den Erdrutsch entstandene See erhielt den Namen Attabad Lake (auch bekannt als Gojal-See), der sich aufgrund seiner einzigartigen blauen Farbe sowie der faszinierenden Bergkulisse zu einer Touristenattraktion entwickelte.